# St. Christophorus (Ebersdorf)

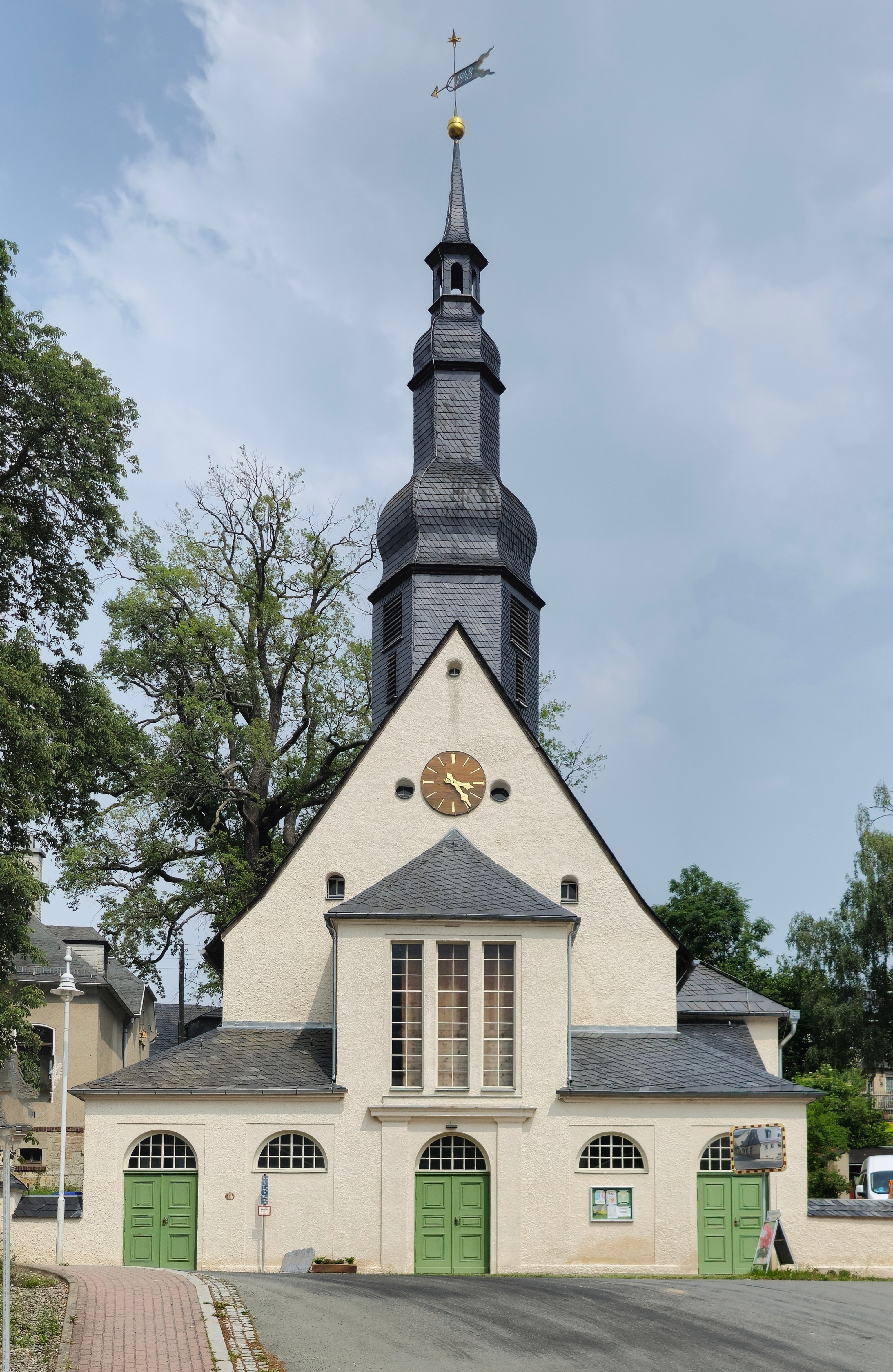
St. Christophorus

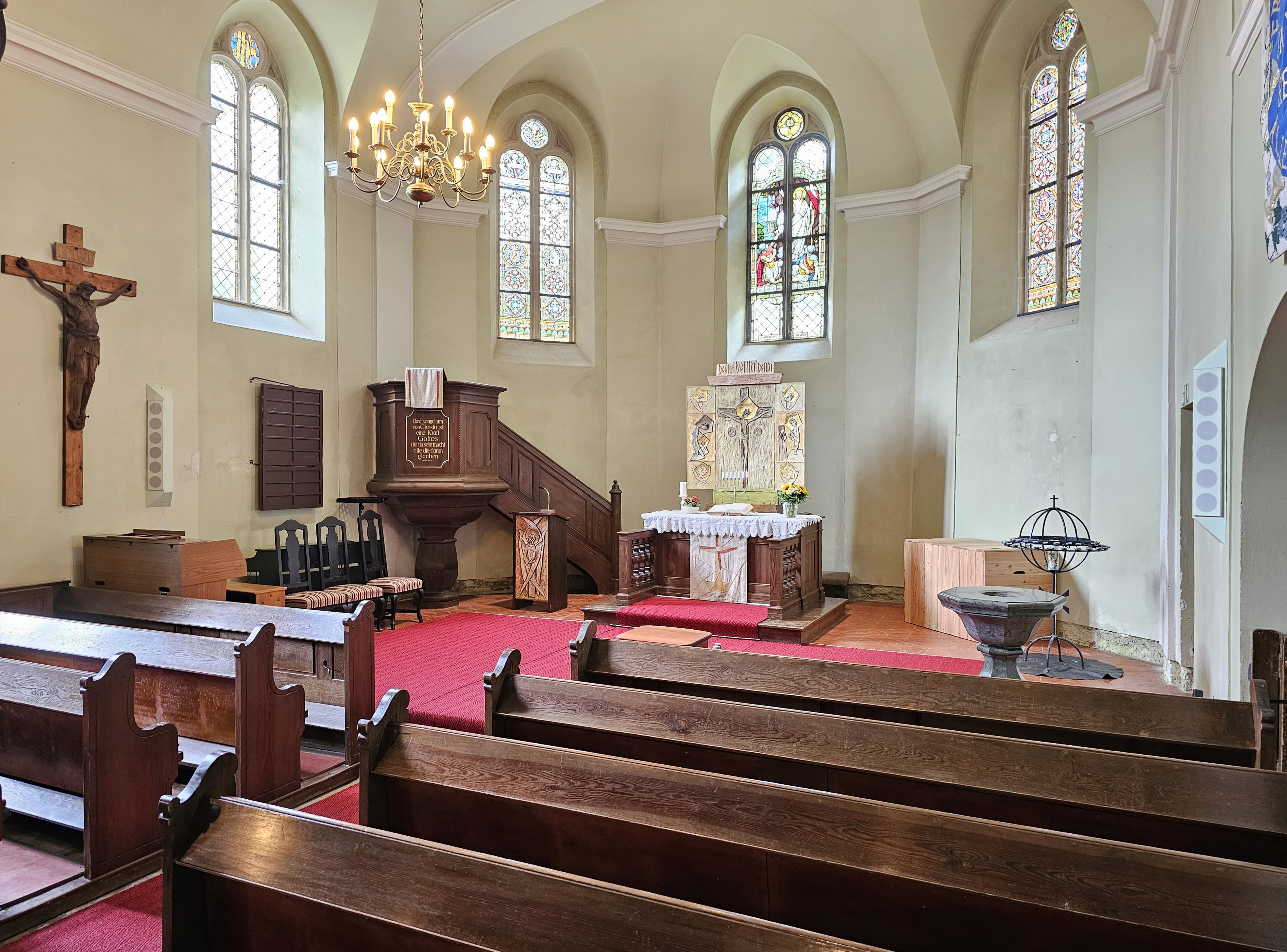
Innenraum (2023)

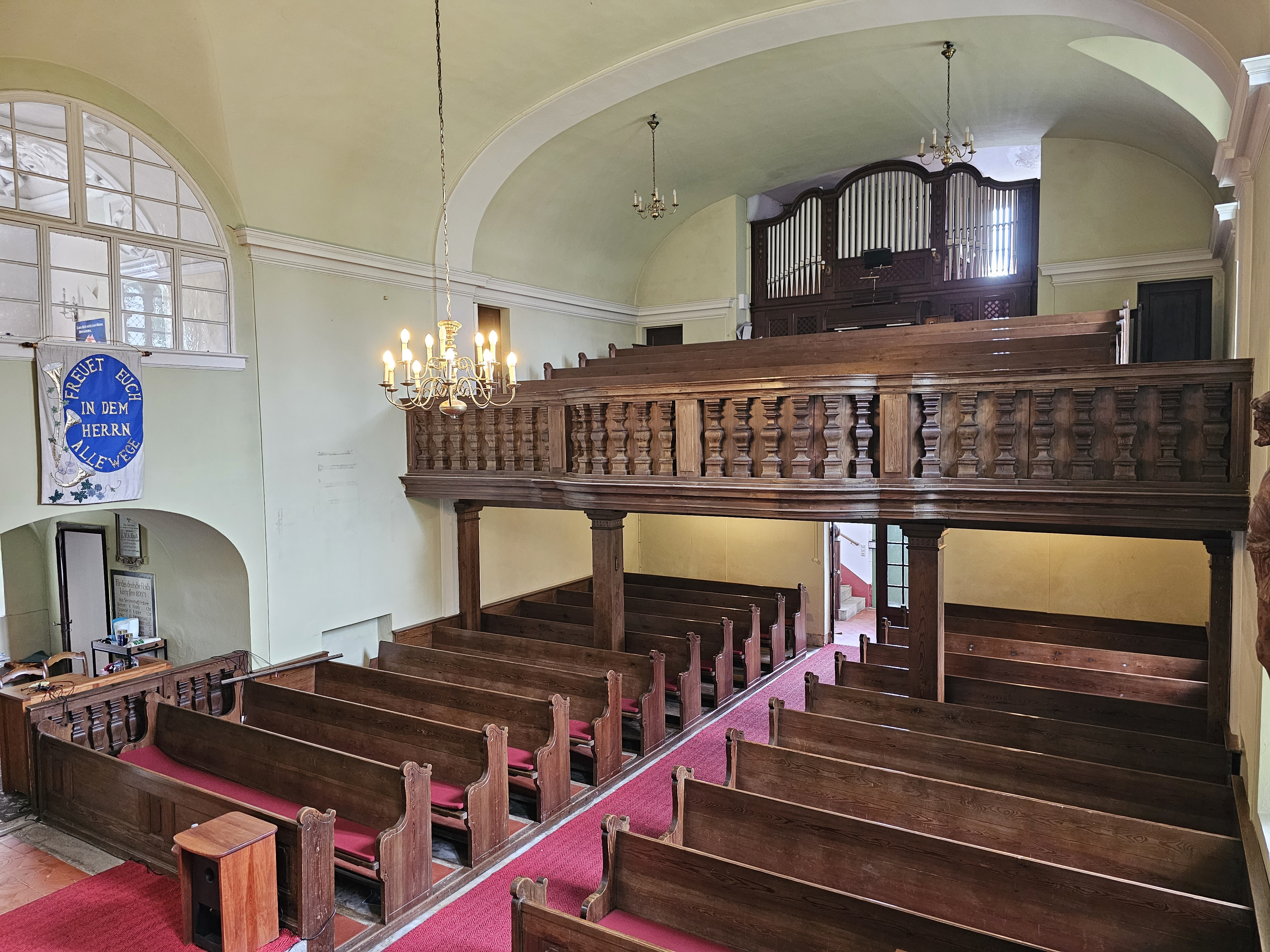
Blick zur Orgel

Die evangelisch-lutherische Pfarrkirche St. Christophorus steht in der Hauptstraße 4 von Ebersdorf, einem Ortsteil der Stadt Saalburg-Ebersdorf im Saale-Orla-Kreis in Thüringen. Sie ist nach dem Märtyrer Christophorus benannt. Die seit 1745 selbständige Kirchengemeinde Ebersdorf gehört zum Pfarrbereich Saalburg-Ebersdorf des Kirchenkreises Schleiz in der Evangelischen Kirche in Mitteldeutschland.

## Beschreibung
Bereits 1589 wird eine wüst gewordene Kapelle in Ebersdorf erwähnt, die vermutlich auf einen spätromanischen Bau zurückgeht. Aus den Steinen jener Kapelle ist 1622 der erste Bau der bis heute existierenden Saalkirche errichtet worden. Drei Jahre später erhielt die Kirche einen Dachreiter, in dessen Glockenstuhl zunächst zwei Glocken hingen. Der Kirchturm wurde 1848 erneuert und erhielt 1849 eine dritte Glocke.
Um 1690 wurde hinter dem Altar eine Gruft für die Grafen Reuß zu Ebersdorf gebaut. Sie wurde 1857 zugemauert. 1939 wurde sie für die Aufnahme der Särge des Hauses Reuß aus der Lobensteiner Kirche noch einmal geöffnet. 1777 entstanden die Patronatsloge und die Sakristei. 1913 erfolgte ein umfassender Umbau der Kirche. Die seitlichen Emporen und der Kanzelaltar von 1835 wurden entfernt. Ein Taufbecken aus Saalburger Marmor ersetzte das bis dahin übliche aus Holz. Außerdem erhielt die Kirche zwei Anbauten. Links neben dem Portal entstand ein Raum für die Aufbettung von Särgen. Rechts wurde der Aufgang für die Patronatsloge angebaut.
Im Innenraum finden sich zahlreiche Arbeiten von Friedrich Popp, so z. B. der Flügelaltar, eine Christophorusskulptur und Wandbilder.
Die Orgel mit 14 Registern, verteilt auf zwei Manuale und Pedal, wurde 1913 von E. F. Walcker & Cie. gebaut.